# Národní galerie umění
Národní galerie umění (Galería de Arte Nacional; GAN) je muzeum výtvarného umění ve čtvrti Plaza Morelos v Caracasu ve Venezuele, které bylo otevřeno v květnu 1976. V roce 2009 se přestěhovalo do nové budovy navržené Carlosem Gómezem de Llerenou, největší muzejní budovy ve Venezuele.

## Dějiny
Muzeum bylo umístěno až do roku 2009 v neoklasicistní budově poblíž parku Los Caobos . Ta byla postavena v roce 1935 pro Muzeum výtvarného umění (Museo de Bellas Artes) a jejím tvůrem byl Carlos Raul Villanueva, jeden z nejznámějších architektů Venezuely. Na fasádě byly reliéfy od Francisco Narváeze, prvního venezuelského modernistického sochaře.
V roce 2009 prezident Hugo Chávez otevřel pro Národní uměleckou galerii novou budovu, což Muzeu výtvarného umění umožnilo znovu se vrátit do své původní budovu.

## Sbírky
Muzeum prezentuje umělecká díla venezuelských umělců a umělců, kteří trávili nějaký čas ve Venezuele, jako byl Camille Pissarro. Sbírka pokrývá asi pět století od koloniálních dob přes éru Simona Bolívara do nedávné minulosti.

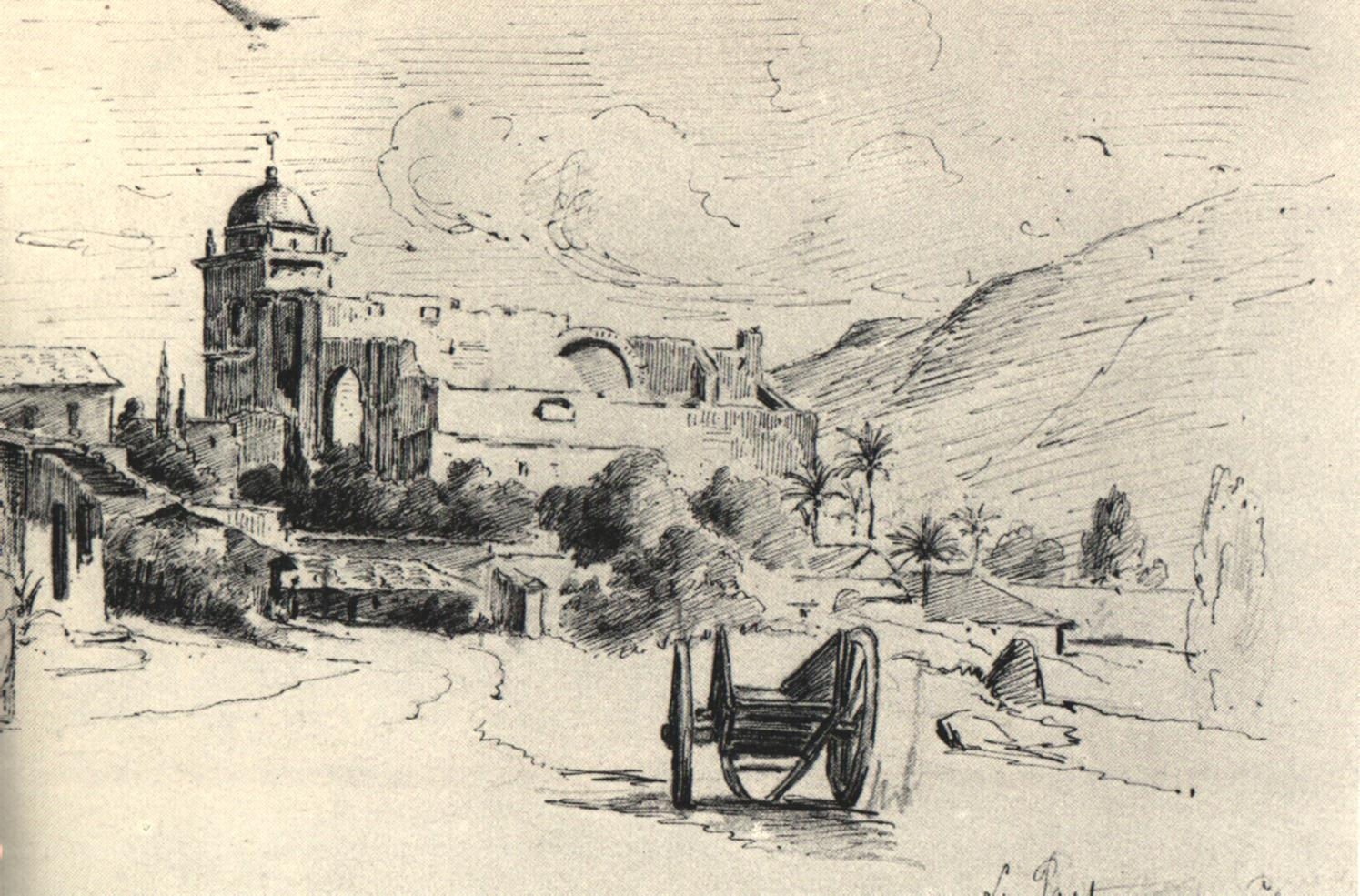
Pissaro: La Pastora, Caracas

Muzeum bylo chváleno jako „vlastenecká oslava národních umělců“ oslovující venezuelskou společnost.
V jedenácti místnostech uspořádaných do kruhu je více než 4000 uměleckých děl mezinárodních i venezuelských umělců. Jsou tu obrazy více než 40 venezuelských umělců. Díla zahrnují předhispánské období, obrazy z koloniální éry, sochy i venezuelská díla moderního umění.

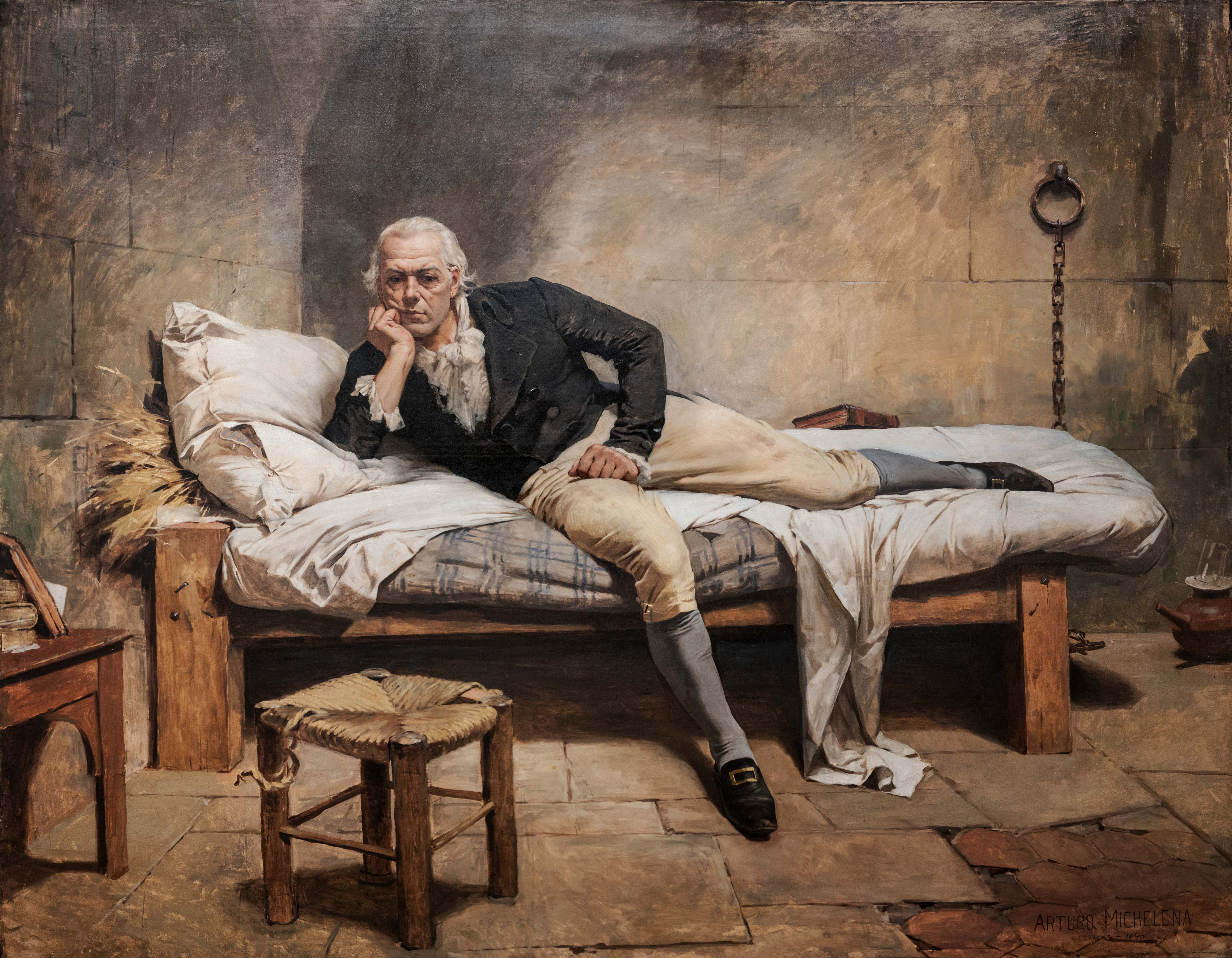
Arturo Michelena: Miranda en La Carraca (1896, olej na plátně, 196,6 x 245,5 cm)

Dočasné výstavy ukazují uměleckou kulturu od předhispánských dob po moderní kinetické umění. K umělcům, jejichž dílo je vystaveno v muzeu, patří Arturo Michelena, Armando Reverón, Carlos Cruz-Diez, Pájaro a Jesús Soto. Nejvýznamnějším dílem muzea je Michelenův obraz z roku 1896, ukazující Francisca de Mirandu ve španělské věznici, zvaný Miranda en La Carraca. Sbírka moderního sochařství zahrnuje díla Abigaila Varely, Pedra Barreta, Colette Delozanneové a Carlosa Mendozy.

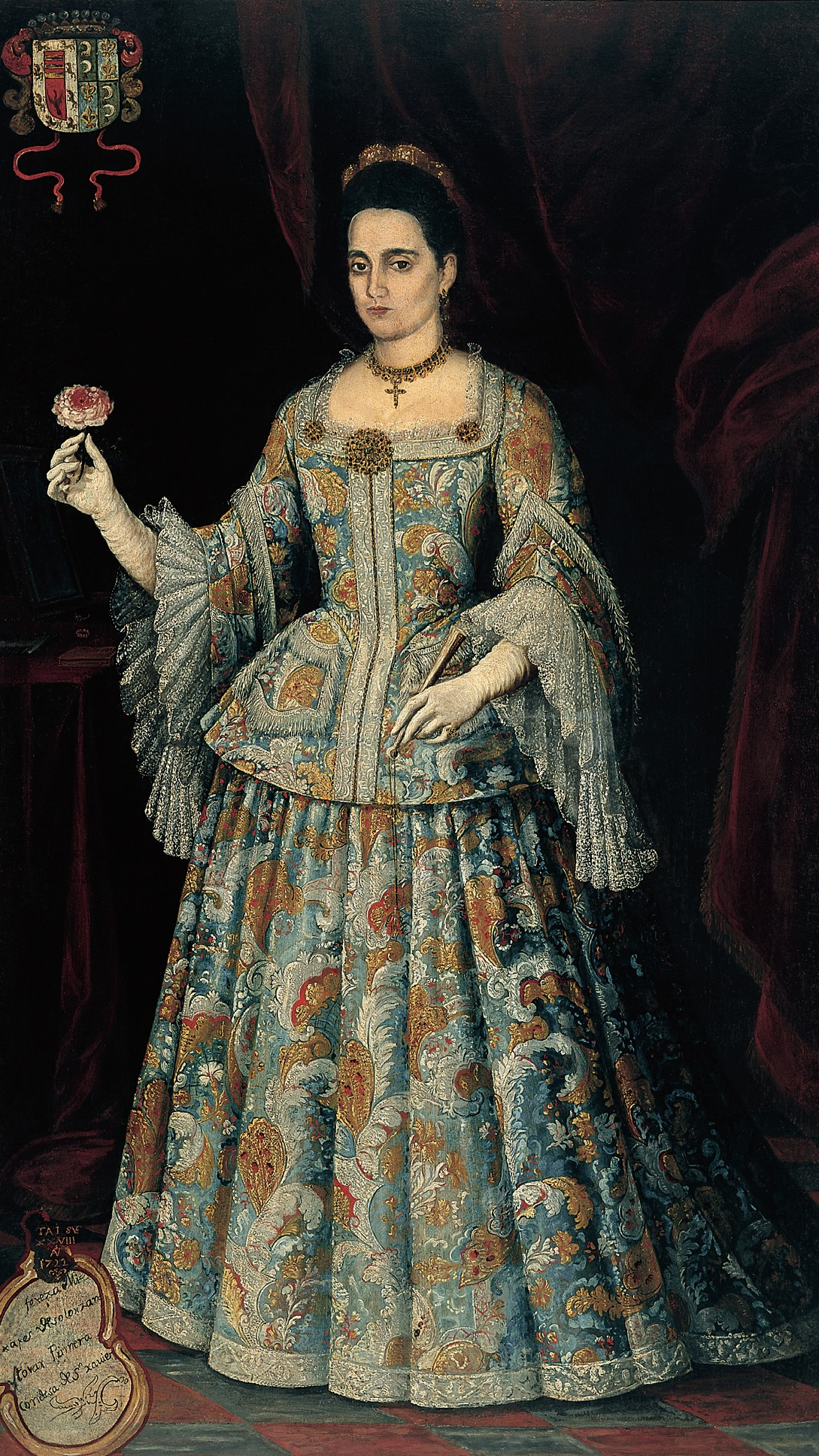
Bartolomé Alonso de Cazales, Teresa Mixaresová de Solórzano y Tovar, 1722
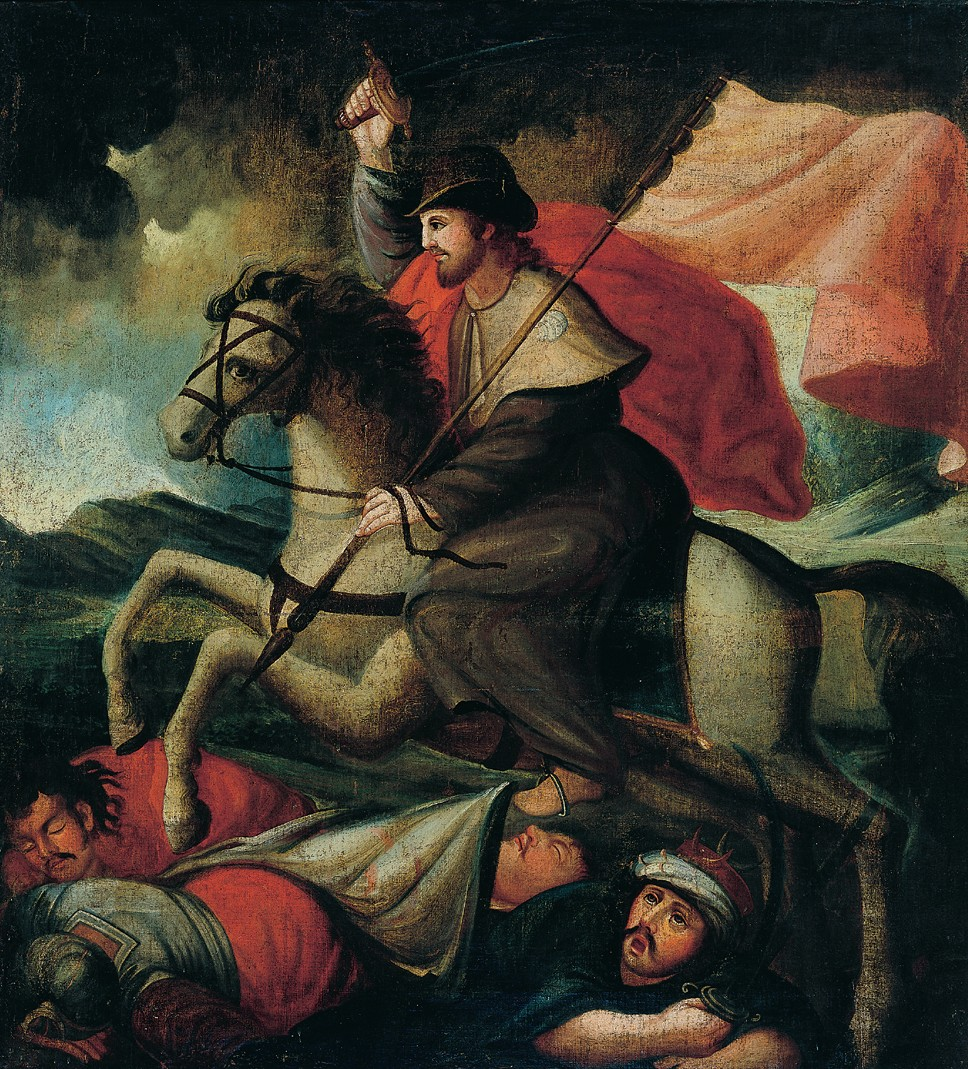
Anonym caracasské školy, Sv. Jakub Maurobijce, 2. pol. XVIII. století
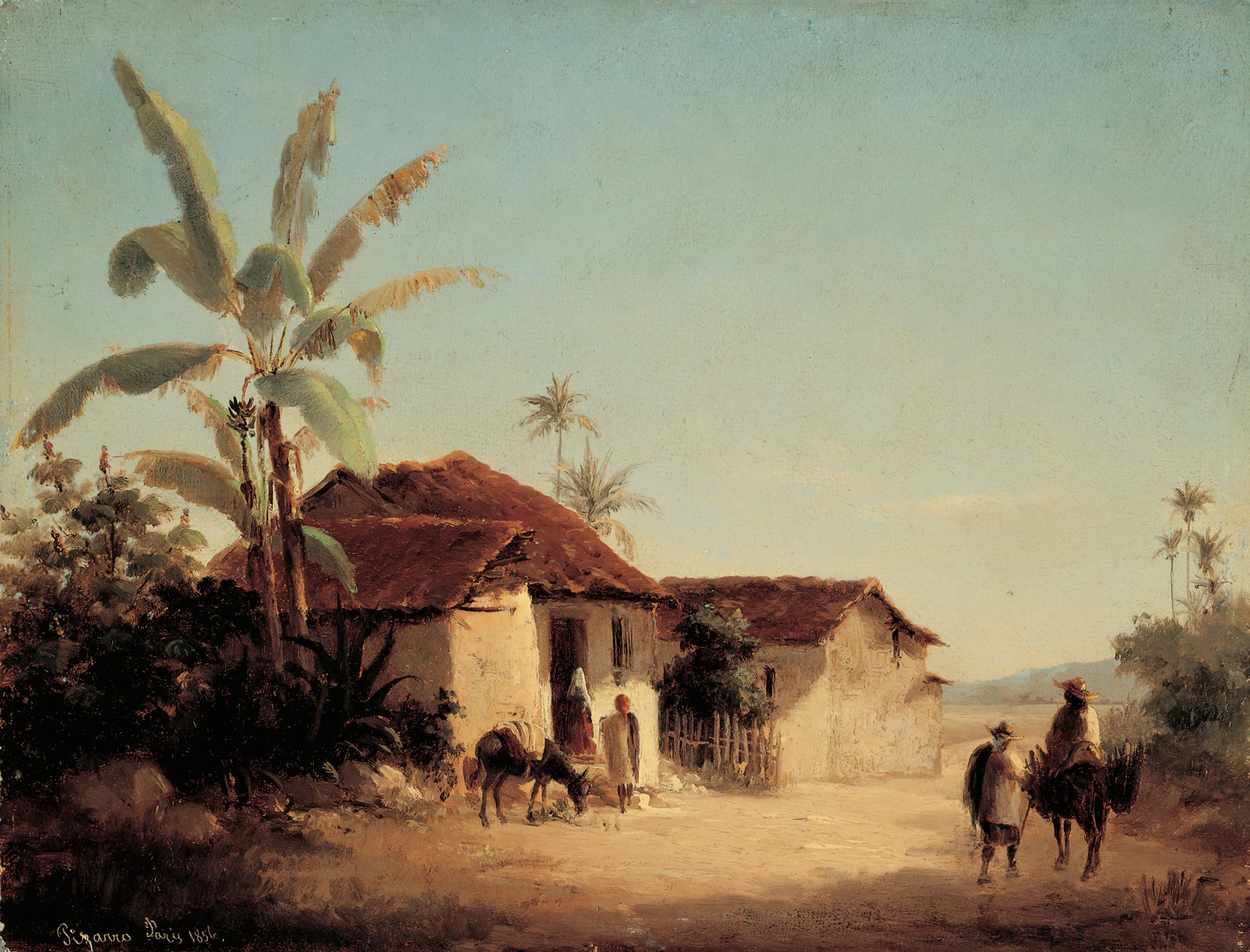
Camille Pissarro, Tropická krajina s venkovskými domy a palmami, 1853
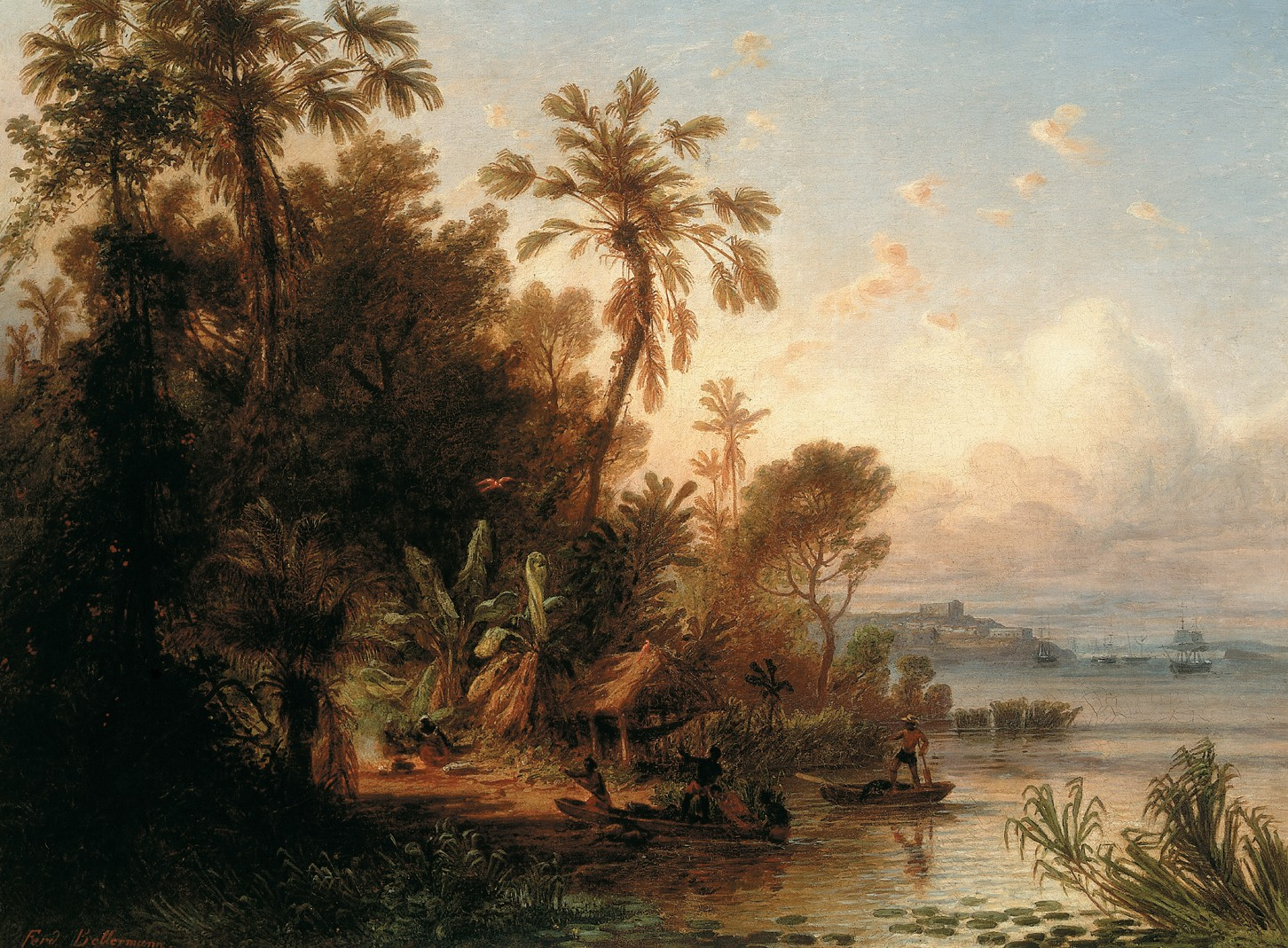
Ferdinand Bellermann, Na Orinocu, kolem 1860
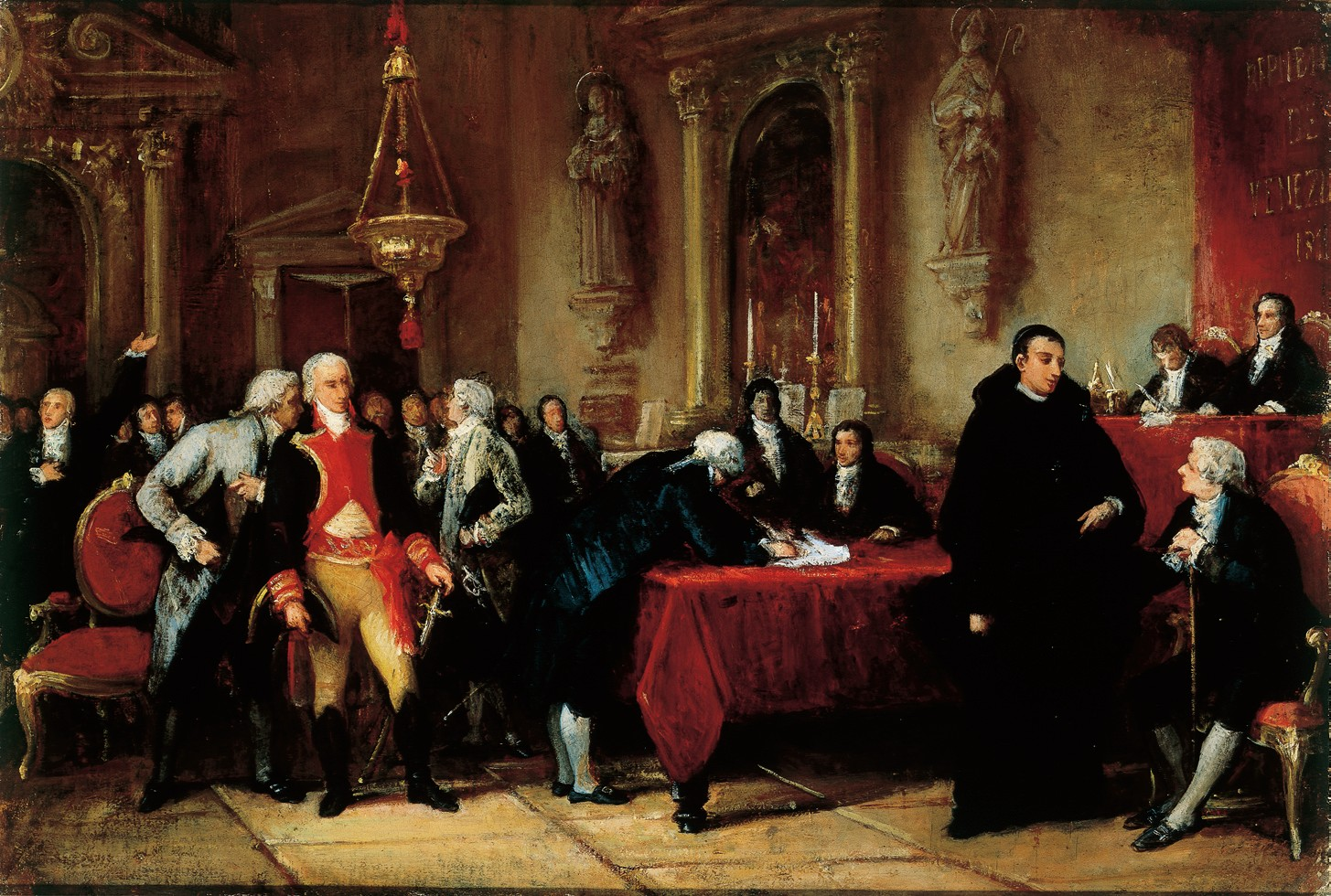
Martin Tovar y Tovar, Skica pro Podpis Zákona o nezávislosti, 1876-77.
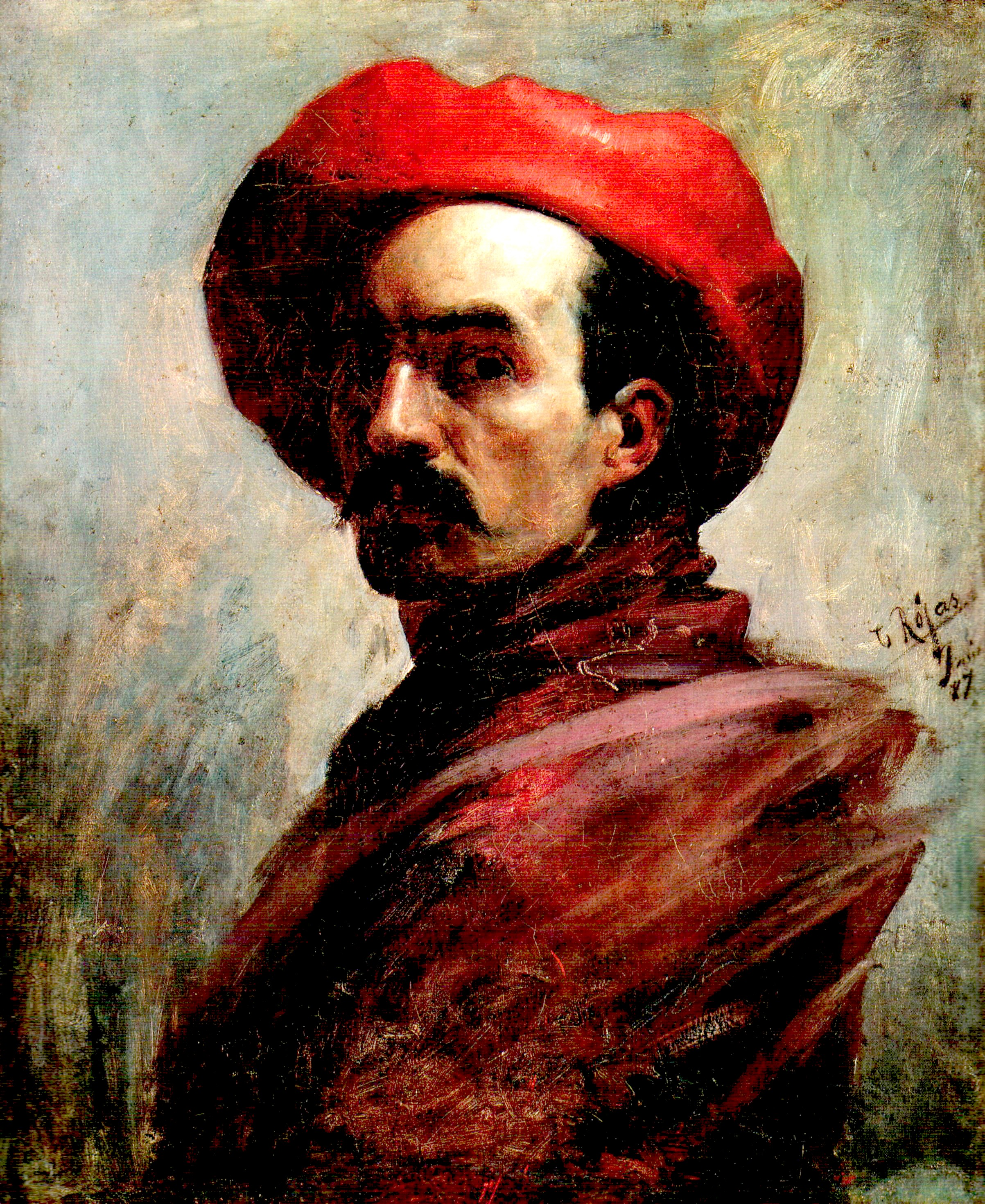
Cristóbal Rojas, Autoportrét s červeným kloboukem, 1887
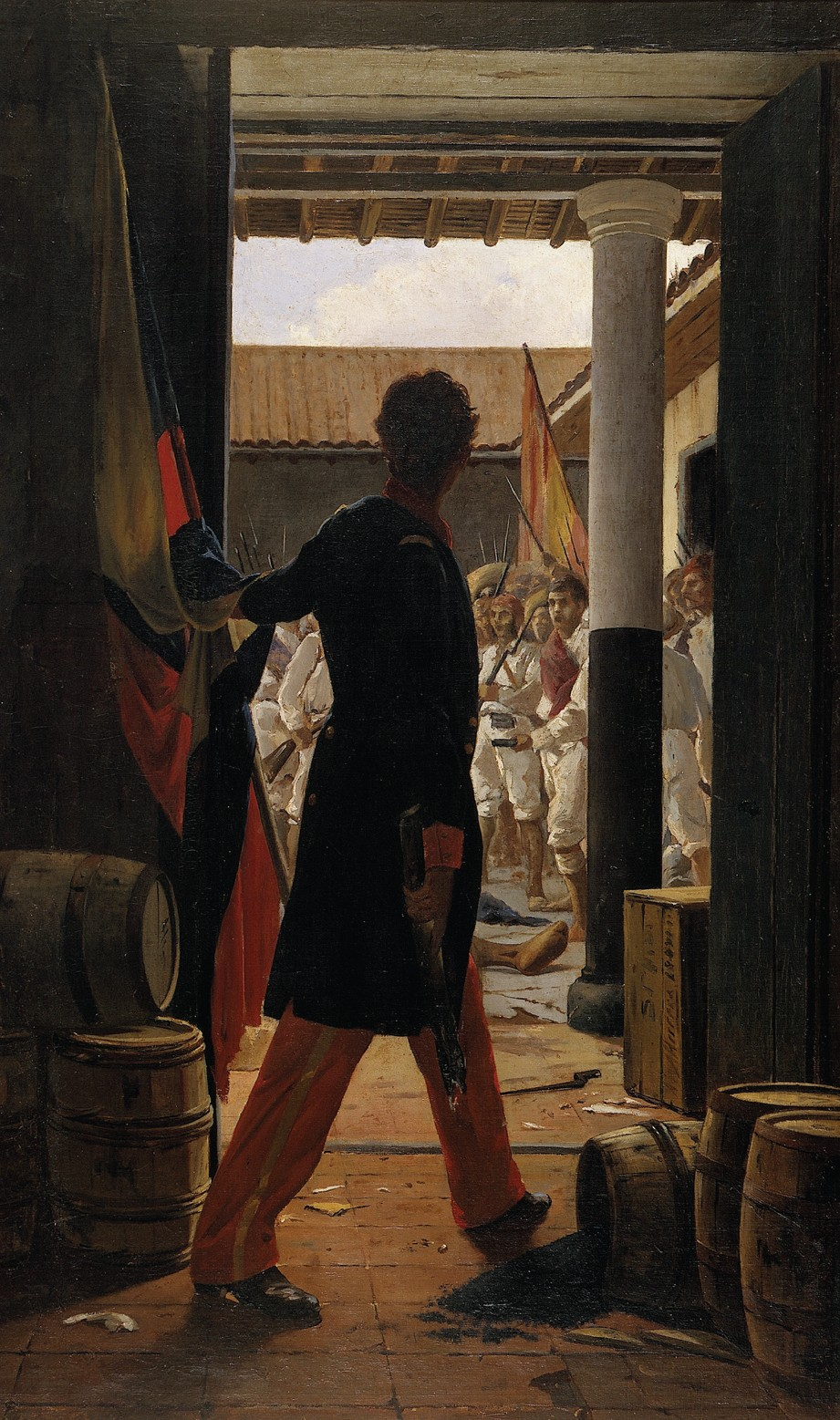
Antonio Herrera Toro, Ricaurte v San Mateu, 1889
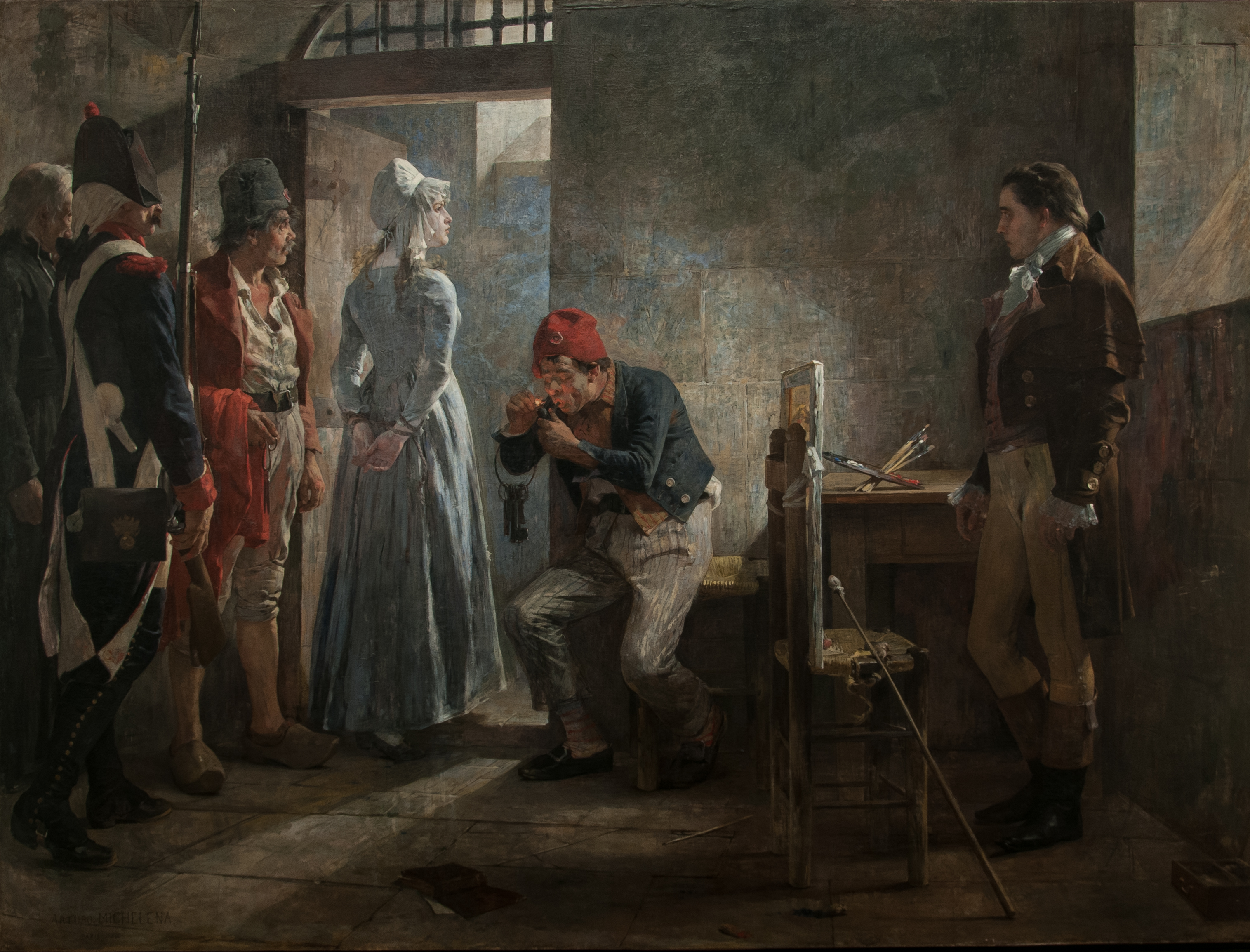
Arturo Michelena, Charlotta Cordayová, 1899
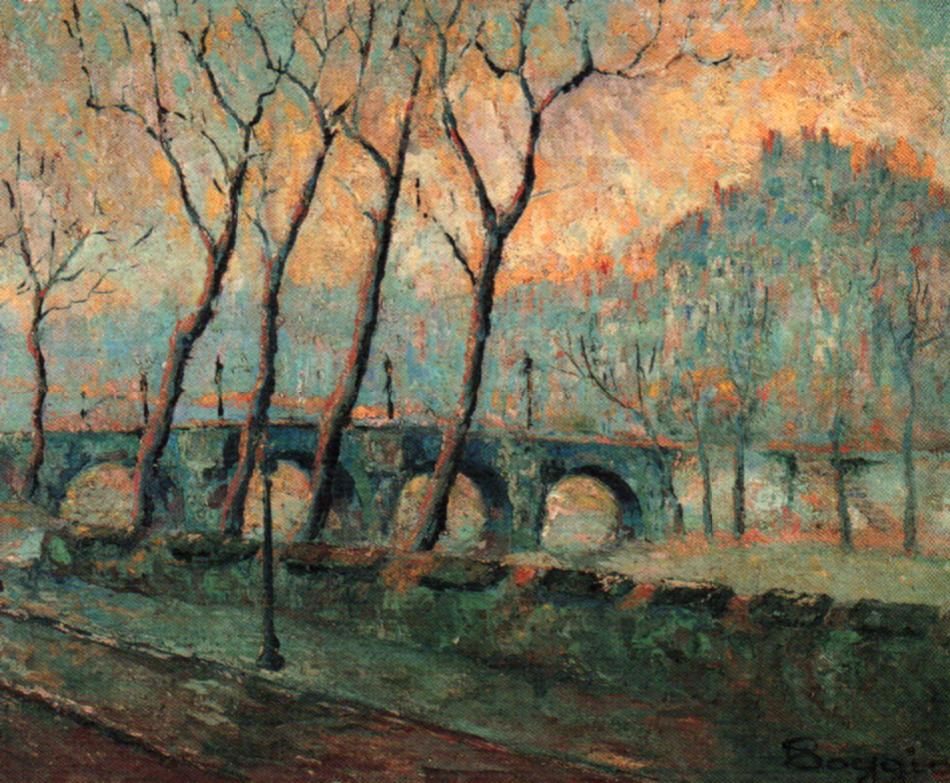
Emilio Boggio, Krajina s mostem